# Federico González Gómez
Federico González Gómez (12 de noviembre de 1994) es un deportista uruguayo que compite en taekwondo. Ganó una medalla de plata en el Campeonato Panamericano de Taekwondo de 2024, en la categoría de –74 kg.

## Palmarés internacional
| Campeonato Panamericano | Campeonato Panamericano | Campeonato Panamericano | Campeonato Panamericano |
| Año                     | Lugar                   | Medalla                 | Categoría               |
| ----------------------- | ----------------------- | ----------------------- | ----------------------- |
| 2024                    | Río de Janeiro (Brasil) | Medalla de plata        | –74 kg                  |